# Sundborn
Sundborn är en tätort i Falu kommun och kyrkbyn i Sundborns socken, belägen 14 km nordost om Falun i östra Dalarna. Sundborns tätort kallas även Sundbornsbyn och Sundborns kyrkby. 

## Befolkningsutveckling
| Befolkningsutvecklingen i Sundbornsbyn/Sundborn 1960–2020   | Befolkningsutvecklingen i Sundbornsbyn/Sundborn 1960–2020 | Befolkningsutvecklingen i Sundbornsbyn/Sundborn 1960–2020 | Befolkningsutvecklingen i Sundbornsbyn/Sundborn 1960–2020 | Befolkningsutvecklingen i Sundbornsbyn/Sundborn 1960–2020 |
| ----------------------------------------------------------- | --------------------------------------------------------- | --------------------------------------------------------- | --------------------------------------------------------- | --------------------------------------------------------- |
|                                                             |                                                           |                                                           |                                                           |                                                           |
| År                                                          |                                                           |                                                           | Folkmängd                                                 | Areal (ha)                                                |
| 1960                                                        | 1960                                                      |                                                           | 216                                                       |                                                           |
| 1965                                                        | 1965                                                      |                                                           | 364                                                       |                                                           |
| 1970                                                        | 1970                                                      |                                                           | 461                                                       |                                                           |
| 1975                                                        | 1975                                                      |                                                           | 574                                                       |                                                           |
| 1980                                                        | 1980                                                      |                                                           | 576                                                       |                                                           |
| 1990                                                        | 1990                                                      |                                                           | 718                                                       | 85                                                        |
| 1995                                                        | 1995                                                      |                                                           | 755                                                       | 85                                                        |
| 2000                                                        | 2000                                                      |                                                           | 757                                                       | 86                                                        |
| 2005                                                        | 2005                                                      |                                                           | 751                                                       | 87                                                        |
| 2010                                                        | 2010                                                      |                                                           | 762                                                       | 88                                                        |
| 2015                                                        | 2015                                                      |                                                           | 923                                                       | 194                                                       |
| 2020                                                        | 2020                                                      |                                                           | 947                                                       | 199                                                       |
| Anm.: 2015 uppgick småorten Hobborn och Boda i denna tätort |                                                           |                                                           |                                                           |                                                           |

## Bebyggelse
I Sundborn ligger Carl Larsson-gården, Lilla Hyttnäs, där konstnärerna Carl Larsson och Karin Larsson bodde med sin familj och deras hem är nu musealt bevarat. Sundborn har bebotts av många bergsmän och ungefär halva arealen har tillhört bergsfrälset, därmed befriades befolkningen till en stor del från den vanliga soldatutskrivningen. Stora Hyttnäs har varit en betydande bergsmansgård. Sundbornsån som här rinner genom området kommer från sjön Toftan. I samhället finns även Sundborns kyrka från 1755. Den började byggas 1620 som kapell och därmed inleddes utbrytningen ur Svärdsjö socken vilket skedde 1636.

## Bilder, "Lilla Hyttnäs"

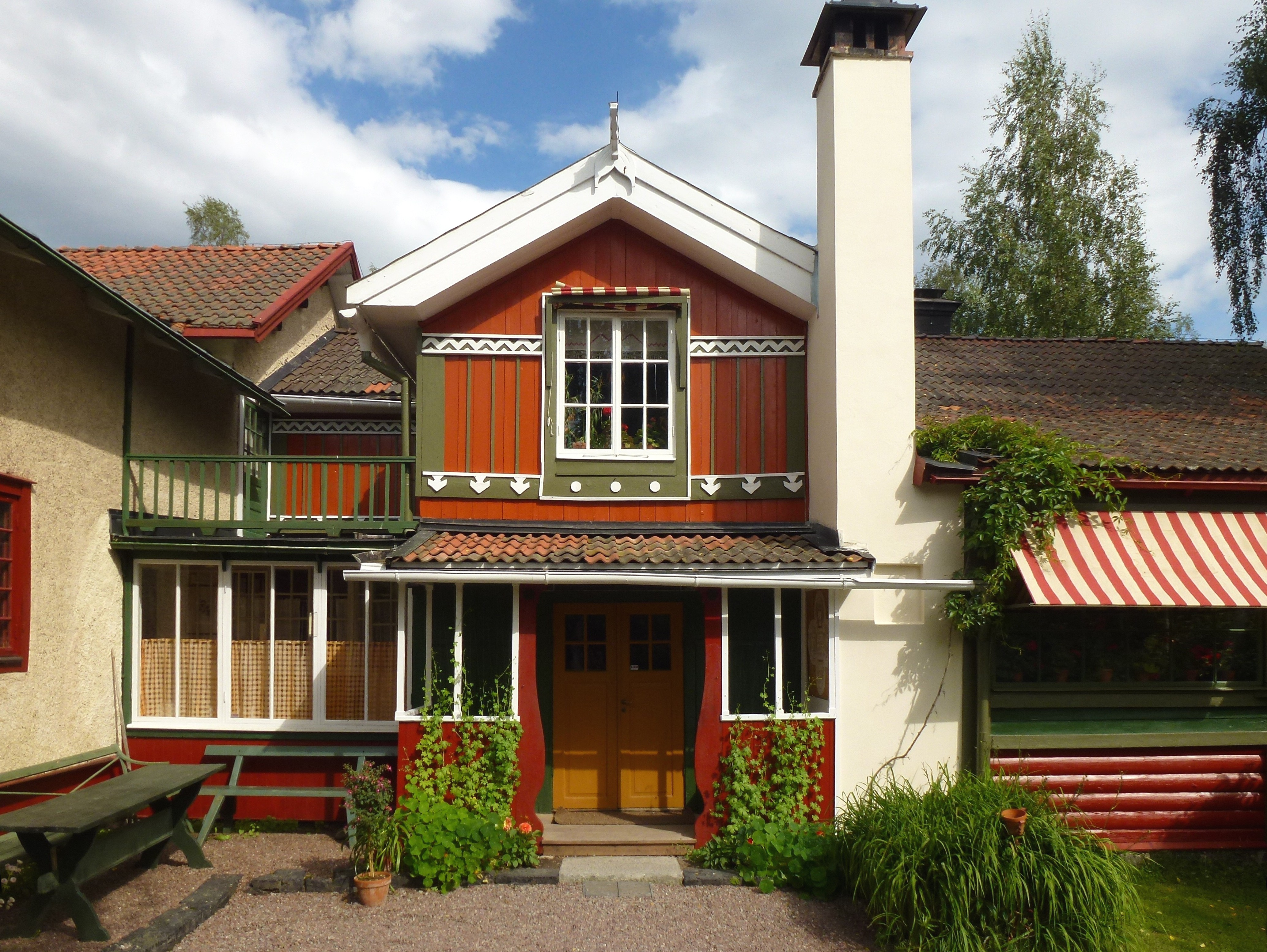
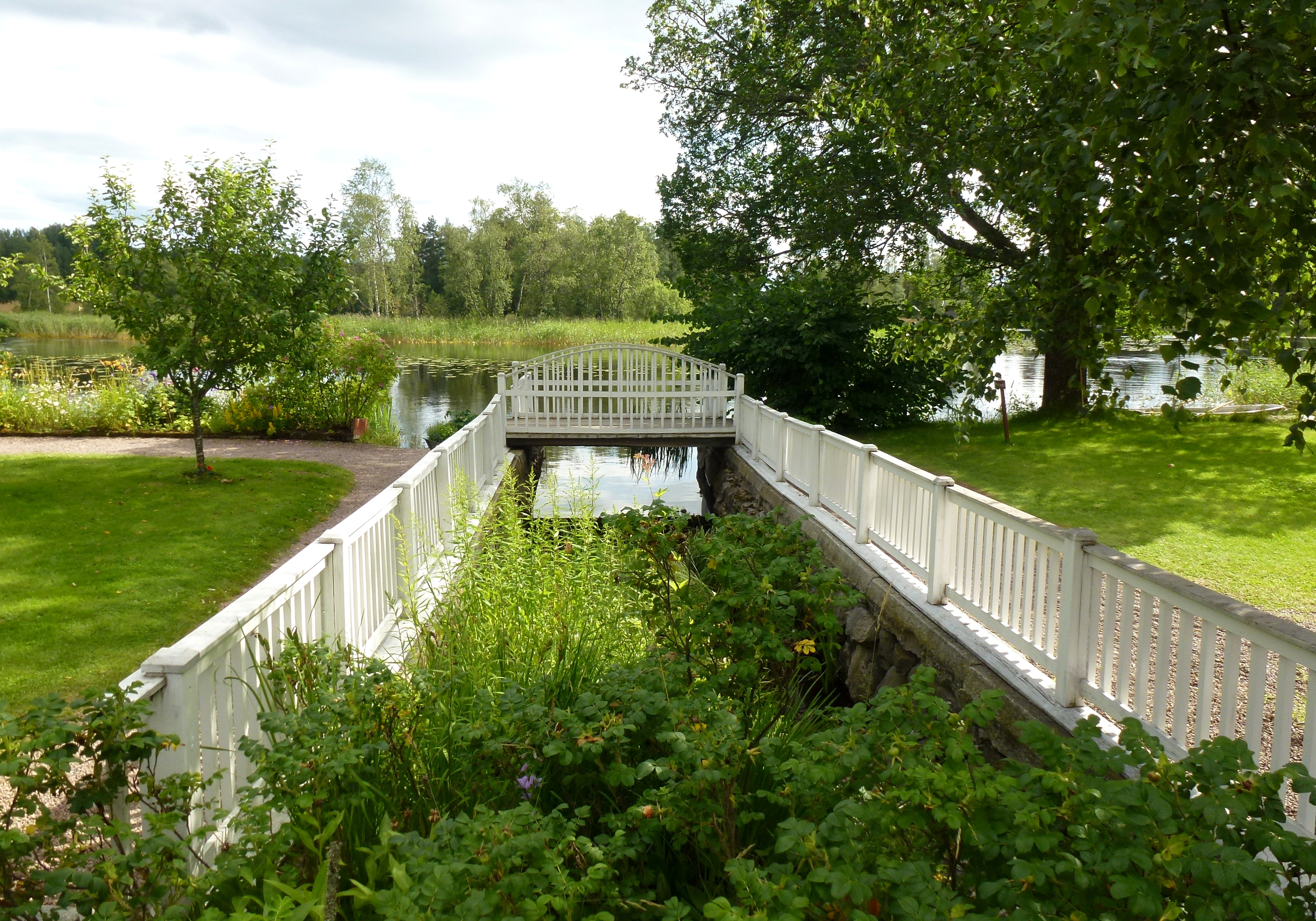
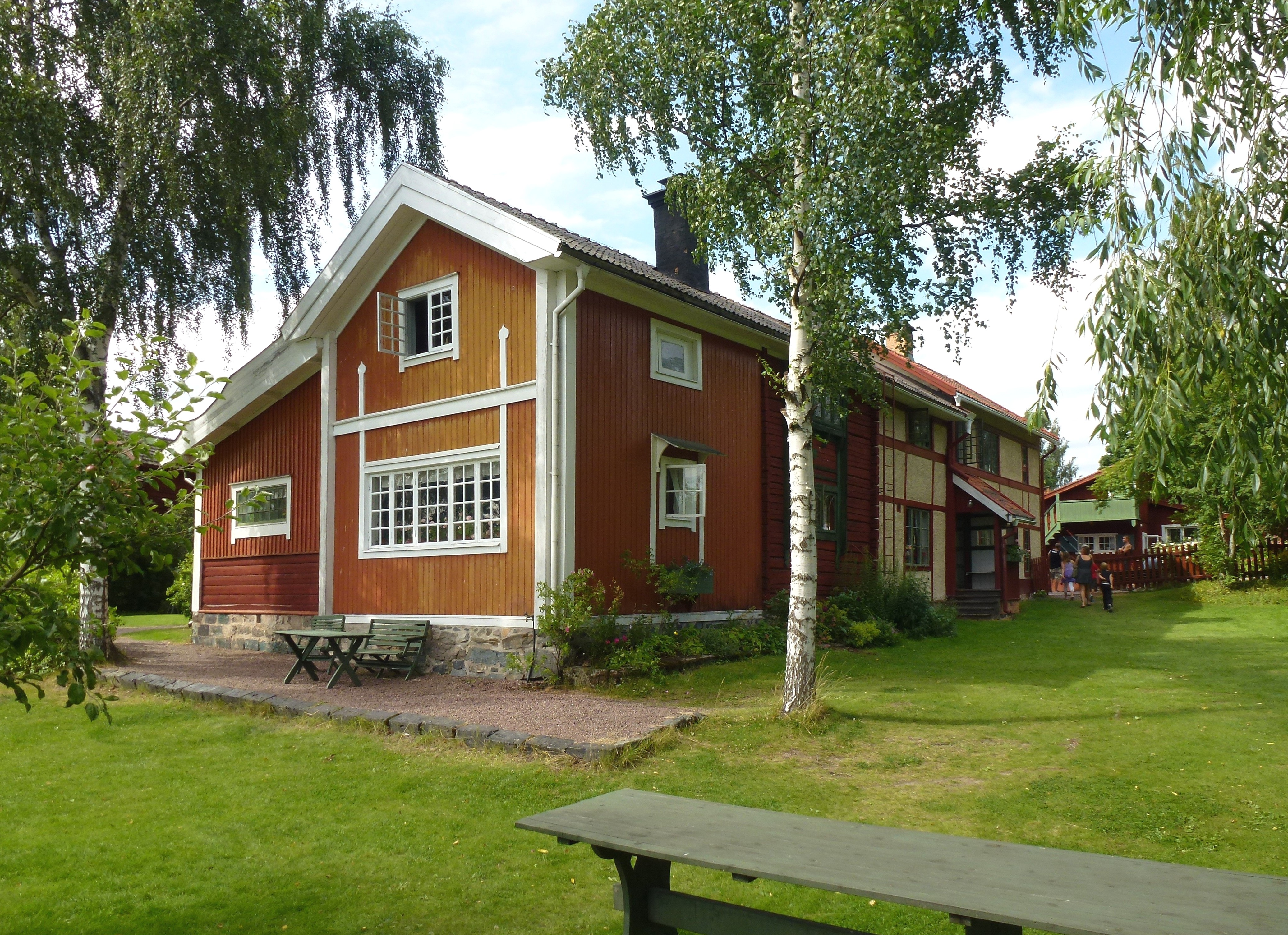